# اینجل‌لیست

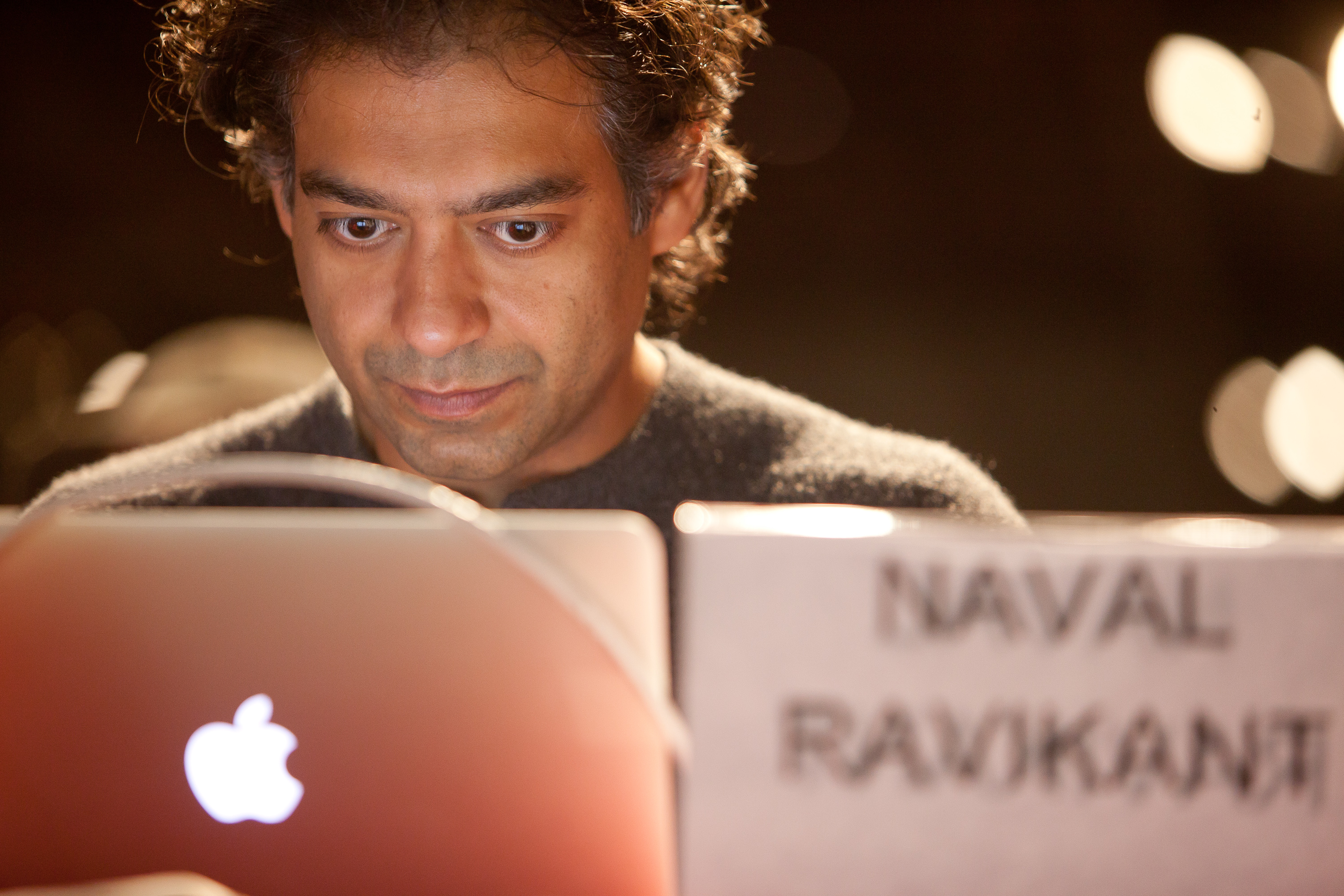
ناوال راویکانت

اِیْنْجِل‌لیست (انگلیسی: AngelList) وبسایتی آمریکایی برای شرکت‌های نوپا، سرمایه‌گذار فرشته و کارجویان در پی کار در شرکت‌های نوپاست. این سایت به عنوان یک تابلوی معرفی آنلاین برای شرکت‌های نوپای فناوری که نیاز به سرمایه مرحله کشت ایده داشتند شروع به کار کرد. این سایت از سال ۲۰۱۵ به شرکت‌های نوپا اجازه می‌دهد به‌طور رایگان از سرمایه گذاران فرشته سرمایه جذب کنند.
اینجل‌لیست را دو کارآفرین به نام‌های ناوال راویکانت و بابک نیوی در سال ۲۰۱۰ پایه گذاشتند.